# 本田奥德赛
本田Odyssey（英語：Honda Odyssey）是一款由日本本田技研工业于1994年推出的多功能休旅車。由1999年第二代日規車型起，这款车在中国大陆地区市場由广汽本田汽车生产。
從第二代起，分為日規和美規兩個版本，美規較日規為大，屬於多功能休旅車級距。而美規第二代（1999-2004）曾回流至日本銷售，並命名為Lagreat.
本田汽车宣布，由于制动问题自2010年3月16日起召回在北美、中南美等市场生产的部分07、08年款的美版奥德赛车型，缺陷车辆总数约为45万辆。

## 第一代 RA1/2/3/4/5型（1994年 - 1999年）
1994年10月20日公布（上映日期为次年10月21日）。
推出时，本田设定的月销量目标并不高只有4000辆左右。但由于销售意外的火爆，后来又增加了生产线。 它的特点是其独特的类似于乘用车的比例，是当时的面包车所没有的。 换挡杆有一个立柱式的换挡，可以从前排座椅到后排走行。
VTEC发动机只有在F22B上才有，而在后来的小改款时，雅阁上有的VTEC版本也被借过来。
变速箱是一种名为 "Prosmatek（II型）"的四速自动变速箱。 由于最终的减速比是为了增加车重而增加的，所以发动机的转速稍高，燃油经济性不如后期车型。
与众不同的是，在本田的同排量车型中，转速表并没有作为标准配置，所以在上市半年后才作为选装件提供。 B级有B、S和L三个档次，其中B级仅有七座版，而S和L级则有六座和七座版。
1995年，该车的销量为125590辆，超越了长期以来在3升及更大的3升级普通车中遥遥领先的丰田皇冠，并在1994年获得了日本年度汽车特别奖，1995年获得了RJC年度汽车奖。 不仅仅是硬件上的推动了这部电影的火爆，在软件上也是成功的，作为当时被拍成电影的《亚当斯家族》全剧组的销售策略，也是在软件上的成功。
第一代奥德赛曾在北美和欧洲推出过（在欧洲以 "Shuttle "的名字销售），但美国人对它的评价是 "小、压抑、无能"（尽管它是3号车，搭载2.2升发动机，在日本被认为是大号车），而搭载更强大的V6发动机的车型的到来，使得第二代拉格瑞特的出现，也就是北美版奥德赛的进化版，在北美市场上有了自己的发展。 此外，由于缺乏柴油动力和手动挡车型，欧洲市场销售低迷。
在日本，它被日之丸汽车集团旗下的日之丸豪华轿车公司作为旅行车出租车使用（目前从2012年秋季开始使用第四代车型），在北美，它与纽约的Yellow Cab一起被纽约的Yellow Cab以代工的形式提供给五十铃汽车公司使用，因为它是一种小排量、小功率的出租车，燃油经济性好，可以载货，效率高。

## 第五代國際車型 RC1/2/4型（2013年 - ）
於2013年10月發表、11月開始銷售的第五代Odyssey是日本市場擁有雙側滑門的首代Odyssey。車體不論在長寬高都比前代來的大，有七人及八人座型可供選擇，七人座型中排座椅為桶型座椅。動力來自於本田新發展的直接噴射2.4L直列四缸i-VTEC引擎，最頂級的Absolute可達到以日本JC08模式測試、同型最佳的14.0km/L。在日本及部分亞洲市場，第五代Odyssey也於2013年取代了Elysion豪華中大型MPV，但中國大陸市場因Odyssey與Elysion由不同合資公司生產，兩型車款將繼續同時生產銷售。臺灣市場於2015年六月引進左駕版本銷售，這是本田首度在臺灣銷售中大型MPV，中國大陸市場則由廣汽本田於同年七月開始銷售。第五代Odyssey在豪華中大型MPV市場的主要競爭對手為豐田Alphard及日產Elgrand。2022年因為狹山市工場關閉，第五代Odyssey日規車型亦隨即停產，之后改由广汽本田生产日本车型出口到海外市场。

## 第五代北美車型 RL6型（2018年 - ）
第五代北美市場的Odyssey於2017年北美國際車展正式發表，預定將於2017年春季以2018年份車款開始銷售。第五代Odyssey的動力來源是一具有VCM汽缸控制系統的直接噴射3.5L V6 i-VTEC汽油引擎，與9速或本田自行研發的10速自動變速器相配。車輛尺寸與第四代相差不遠，但車體總重減少了96磅（44），抗扭度提高了44%。

## 外部連結
- オデッセイ | Honda （页面存档备份，存于）
- Honda | 今まで販売したクルマ | オデッセイ （页面存档备份，存于）
- Honda | 四輪製品アーカイブ | オデッセイ （页面存档备份，存于）